# Anthaxia kaszabi
Anthaxia kaszabi es una especie de escarabajo del género Anthaxia, familia Buprestidae. Fue descrita científicamente por Cobos en 1966.